# Isaiah Johnson
Isaiah Johnson (Bryan, 20 dicembre 1995) è un giocatore di football americano statunitense che milita nel ruolo di cornerback per i Las Vegas Raiders della National Football League (NFL).

## Carriera professionistica

### Oakland/Las Vegas Raiders
Johnson fu scelto nel corso del quarto giro (129º assoluto) del Draft NFL 2019 dagli Oakland Raiders. Il 2 settembre fu inserito in lista infortunati Tornò nel roster attivo il 4 novembre e debuttò come professionista subentrando nella gara del decimo turno contro i Los Angeles Chargers. La sua stagione da rookie si chiuse con 5 presenze, nessuna delle quali come titolare, e 2 tackle.